# Eboard
特定非営利活動法人eboard（いーぼーど）は、学習サイトの運営やICTを活用した学習の支援等を行う東京都渋谷区の特定非営利活動法人である。

## 概要
「学びをあきらめない社会の実現」をミッションに、インターネットを用いて、児童・生徒向けの映像授業とデジタル問題集を無料で提供している。
発起人で代表理事の中村孝一が、大阪大学在学中に教育格差を痛感したことが組織立ち上げのきっかけである。

## 沿革
- 2011年 - 中村孝一によって設立
- 2013年 - NPO法人化[3]
- 2014年 - 第11回eラーニングアワードで文部科学大臣賞を受賞[4][5]
- 2015年 - 総務省の「先導的教育システム実証事業」に採択[6]
- 2017年 - 社会課題の解決を支えるICTサービス大賞（社会課題解決部門 部門賞）を受賞[7]
- 2019年 - 中学社会に対応[8]
- 2020年 - 新型コロナウィルス感染症流行に伴う一斉休校を受け、学習教材を無償提供[9]、小学理科・社会に対応[10]
- 2021年 - やさしい日本語字幕付映像授業を公開[11]

## 事業
インターネットを通して、小学校1年生から高校1年生向けの基礎学力に特化した映像授業とデジタル問題集を提供している。インターネット学習システムの利点を活かすことで、塾のない山間部に住む生徒などにも活用されている。
まなびポケット（NTTコミュニケーションズ）やClassiといったプラットフォーム等とも連携し、全国で500以上の教育現場で活用されている。